# Dick Rude
Dick Rude (Santa Monica, 10 giugno 1964) è un attore e regista statunitense, noto per aver contribuito a molti film di Alex Cox e per aver collaborato con River Phoenix e i Red Hot Chili Peppers.

## Biografia
Per il gruppo di Los Angeles ha diretto i video di Catholic School Girls Rule ed Universally Speaking, e il DVD dal vivo Off the Map (2001). Ha anche girato il film Let's Rock Again!, documentario su Joe Strummer.